# Convair B-36 Peacemaker
Convair B-36 Peacemaker je američki strateški bombarder koji je koristio isključivo USAF te predstavlja najveći serijski izrađivani klipni zrakoplov u povijesti.

## Razvoj

### Zahtjevi
Korijeni B-36 sežu još u 1941., u vrijeme kad se činilo da će nacistička Njemačka u svom nezadrživom pohodu osvojiti cijelu Europu, zajedno s Velikom Britanijom. Gubitak britanskog otočja značio bi i gubitak posljednjih europskih baza. Zbog toga je američko ratno zrakoplovstvo zatražilo hitan razvoj strateškog bombardera interkontinentalnog doleta, dovoljnog da dosegne ciljeve u Europi iz baza smještenih u Sjedinjenim Američkim Državama. Tako je 11. travnja 1941. objavljen natječaj za novi bombarder koji je trebao imati maksimalnu brzinu leta 720 km/h, brzinu krstarenja od 440 km/h i operativni vrhunac leta 15 000 metara. Još važniji zahtjevi bili su dolet od 19 200 kilometara na visini od 8400 metara. Razrada idejnih planova ponuđena je tvrtkama Consolidated Aircraft i Boeing. Mjesec dana kasnije priključio im se i Northrop sa svojim prijedlogom letećeg krila. Tvrtka Mc Donnell Douglas dobila je 19. travnja ugovor za prilagodbu motora Allison V-3420 za uporabu na bombarderima.

Tvrtka Consolidated svoj je prijedlog Model 35 predala 3. svibnja 1941. Prijedlog je obuhvaćao dva rješenja bombardera s četiri ili šest motora. Preuzeta su neka rješenja s bombardera B-24 Liberator, kao što je rep s dva vertikalna stabilizatora. Kako bi ubrzalo razvoj novog bombardera, američko je zrakoplovstvo 19. kolovoza 1941. smanjilo zahtjeve. Tako je dolet smanjen na 16 000 kilometara, a borbeni radijus djelovanja na 6400 km s 4500 kg bombi. Nova brzina krstarenja određena je u rasponu od 385 do 480 km/h. Operativni vrhunac leta smanjen je na 13 400 metara. Boeing, Consolidated i Douglas su 3. listopada 1941. predali nove prijedloge usklađene s novih zahtjevima. Kao najbolja ponuda odabran je Consolidatedov Model 35, pa je već 16. listopada tvrtka dobila službenu dozvolu za nastavak projekta. Ugovor za izradu dva prototipa, označena kao XB-36, potpisan je 15. studenog 1941.

### Početak
Konačni odabir prijedloga sa šest motora obavljen je 22. studenog iste godine, pa je odlučeno da će se, zbog uštede u masi i jednostavnosti konstrukcije ipak rabiti klasični vertikalni stabilizator. Kako ne bi došlo do brkanja dva projekta, Consolidated je 10. prosinca svoj projekt preimenovao u Model 36 i tako izbjegao zamjena s Northopovim B-35.
Za razvoj novog bombardera zaduženi su Raymond C. Sebold i Herbert W. Hinckley. Prvi problem koji su morali riješiti bila je konstrukcija krila razmaka 70 metara i površine 443,3 m2. Da sve bude teže, u krilima su morali naći prostor za smještaj šest motora i spremnika za gorivo zapremine 79 820 litara. Kako bi se do kraja iskoristilo svih 3000 ks motora Pratt & Whitney R-4360 Wasp Major odabrane su trokrake elise tvrtke Curtiss promjera 6,4 metra. Nešto manji problem bila je konstrukcija trupa dužine 49,4 metra, u kojemu je trebalo naći prostora za smještaj bombi mase 18 900 kilograma. Zbog leta na velikim visinama odjeljak za posadu u nosu aviona i topnika u repu dobio je sustav za održavanje natpritiska. Posada je brojila čak 15 članova: pilot, kopilot, radarista/ciljatelj, navigator, leteći inženjer, dva vezista, tri topnika u prednjem i još pet u stražnjem dijelu trupa. Za odmor posade osigurana su četiri kreveta. Iako je B-36 morao letjeti previsoko i prebrzo da bi ga nacistički lovci dostigli, ipak je predviđeno jako defenzivno naoružanje od pet topova kalibra 37 mm i čak deset teških strojnica kalibra 12,7 mm. Topnička turela u repu trebala je dobiti i radarski ciljnički sustav.
Maketa u naravnoj veličini (mockup) B-36 dovršena je 20. srpnja 1942., ali je cijeli projekt zapao u krizu. Naime, dio članova stručne komisije američkog zrakoplovstva procijenilo je da bombarder ima prejako defenzivno naoružanje i preveliku masu, pa neće moći dostići dolet od 16 000 kilometara. Drugi je dio tvrdio da bi smanjenjem defenzivnog oružja B-36 izgubio svaki smisao i sveo se na razinu "demonstratora tehnologija" kao što je bio Douglasov XB-19. Zbog toga su našli kompromisno rješenje da se ušteda na masi ostvari na manje važnim sustavima. Nakon toga odobren je nastavak razvoja.
U kolovozu 1942. Consolidated je predložio seljenje projekta XB-36 iz svojih pogona u San Diegu (Kalifornija) u državne pogone u Fort Worthu u Teksasu. Iako je američko zrakoplovstvo odobrilo plan ipak je, zbog potreba seljenja strojeva, mockupa, tehničke dokumentacije i ljudi, došlo do zastoja od nekoliko mjeseci. I nakon toga razvoj je tekao sporo jer je, nakon što je postalo očito da će se Velika Britanija održati, prioritet dan razvoju i proizvodnji bombardera B-24 Liberatot i B-32 Dominator, koji su bili nužni za rat protiv Japana. Zbog toga je svaki zahtjev vodstva Consolidateda da se odvoji više novaca i ljudi za B-36 redovito odbijan. Osim toga u ljeto 1942. američko je zrakoplovstvo zatražilo da se na osnovi XB-36 razvije i transportni avion XC-99. Do novog preokreta došlo je u jesen 1943. kad je japanska vojska uspjela svladati otpor kineskih snaga i na taj način onemogućiti američke planove da za svoje bombardere B-29 koristi kineske baze. Kao najlogičnije rješenje javilo se ubrzanje razvoja B-36, koji bi mogao polijetati s Havaja i napadati ciljeve u Japanu. Zbog toga je nova tvrtka Convair 19. lipnja 1943. dobila ugovor za proizvodnju 100 B-36. Novim je ugovorom određeno da prvi XB-36 mora poletjeti u rujnu 1944., prvi serijski B-36 biti dovršen u kolovozu 1945., a isporuka zadnjeg od 100 naručenih morala je biti do listopada 1946. Unatoč tome razvoj XB-36 i dalje je bio prespor, jer je približavanjem američkih snaga Japanu proporcionalno opadala i zainteresiranost za njega. Jedan od većih problema bila je znatno veća masa motora Wasp Major od očekivane. Pokušaj da se motori zamijene Lycoming BX-ovima bio je još neuspješniji.

Sredinom 1944. marinci su uspjeli osloboditi pacifičke otoke dovoljno blizu da s njih bombarderi B-29 mogu napadati Japan. To je značilo da se Convairovi stručnjaci moraju usredotočiti na razvoj bombardera B-32, što je ponovno rezultiralo zastojem u razvoju XB-36. Na njihovu sreću zrakoplovstvo nije povuklo ugovor za proizvodnju 100 B-36, pa je Convair imao dovoljno novaca za nastavak programa.
Iako su nakon njemačke kapitulacije znatno smanjene narudžbe za nove bombardere ugovor za B-36 je ostao netaknut. Službeno objašnjenje bilo je da je takav bombarder još uvijek potreban za rat protiv Japana. Neslužbeno, ali zato pravo objašnjenje bilo je da je upravo B-36 bio pravi bombarder za nošenje nuklearnog oružja, čiji se razvoj u to vrijeme odvijao u najvećoj tajnosti. Zbog toga je 9. kolovoza 1945. službeno objavljeno da će B-36 postati osnova američkih bombarderskih snaga nakon okončanja 2. svjetskog rata. Međutim, nagli razvoj mlaznih motora ugrozio je cijeli program i prije nego što je prvi XB-36 poletio. General Thomas Power izjavio je 25. ožujka 1945. da strukturalna ograničenja XB-36 mogu cijeli projekt učiniti beskorisnim. To je na kraju natjeralo Convair da se dodatno potrudi, pa je prvi XB-36 (42-13570) službeno dovršen 8. rujna 1945. Prvi je put poletio 8. kolovoza 1946. i postao najveći avion koji je do tada poletio.

### YB-35
Prva su letna ispitivanja pokazala probleme sa zakrilcima, lošim hlađenjem motora i turbulencijama iznad krila koje su smanjivale učinak elisa smještenih na izlaznom rubu. Zbog toga je dolazilo i do povećanih vibracija koje su opasno ugrožavale strukturu velikih i preopterećenih krila. Dolet je bio premali, kao i brzina. Zbog toga su do kraja 1946. obustavljena daljnja testiranja u zraku kako bi se obavile dodatne modifikacije. Sredinom 1948. američko zrakoplovstvo je ustvrdilo da B-36 ima tek ograničene borbene mogućnosti te da se može rabiti samo za obuku posada.

Drugi prototip YB-36 (42-13571) prvi je put poletio 4. prosinca 1947. Na njemu su obavljene znatne izmjene, između ostalog i pokrova kabine koji je pružao znatno bolju vidljivost i koji je prihvaćen za serijsku proizvodnju. YB-36 je uspio dosegnuti visinu od 12 000 metara. Nakon 89 sati testiranja glavni stajni trap sa samo jednim kotačem zamijenjen je novim s četiri kotača, što je prihvaćeno kao standardno rješenje za serijsku proizvodnju. Ugrađeni su i novi motori R-43660-41 snage 3500 ks. Zbog toga mu je dodijeljena nova oznaka YB-36A, koja će postati osnovom za serijsku inačicu B-36A.
A onda se B-36 našao usred političke igre. Tadašnji zapovjednik američkog ratnog zrakoplovstva general George S. Kenney 12. prosinca 1946. službeno je izjavio da se program B-36 mora ograničiti na samo nekoliko testnih aviona jer je favorizirao B-50 tvrtke Boeing. Kako je B-50 zapravo bio tek nešto poboljšani B-29 ostatak vodstva, predvođen načelnikom zrakoplovnog stožera generalom Nathanom F. Twiningom, nije podupro Kenneyev zahtjev, tvrdeći kako je normalno da tako napredan projekt ima probleme u ranoj fazi razvoja, ali da je njegov potencijal daleko veći od B-50. Tako je B-36 spašen, pa je ostao jedinim nuklearnim bombarderom strateškog doleta u sastavu američkog ratnog zrakoplovstva i nuklearnih snaga sve do dolaska Boeingovog B-52. Zapravo je odlučeno da se svih 100 B-36 opremi za nošenje nuklearnog oružja.

## Inačice

### B-36A
Prvi serijski B-36A (44-92004) prvi je put poletio 29. kolovoza 1947. opremljen motorima R-4360-25. Nakon što je preletio u Wright Field u Ohaju uporabljen je za testiranja na zemlji te je označen kao YB-36A. Sveukupno je napravljeno 21 B-36A (44-92005/92025). Ni jedan nije naoružan, pa su isključivo rabljeni za obuku posada i zemaljskog osoblja. Početkom 1950. Convar je započeo konverziju B-36A u izvidničke avione RB-36E. Motori R-4360-25 zamijenjeni su motorima R-4360-41, te su im dodana četiri turbomlazna motora J47. Konverzija zadnjeg B-36A u RB-36E dovršena je u srpnju 1951.

### B-36B
Inačica B-36B bila je prva koja je ušla u operativnu uporabu. U odnosu na B-36A najveća razlika je bila u uporabi motora R-4360-41 snage 3500 ks, ili 500 ks više nego kod R-4360-25. Novi su motori donijeli znatno poboljšanje perfomansi. Nosivost je povećana na 38 700 kg, dok je brzina krstarenja dosegnula 485 km/h. B-36B su dobili defenzivno naoružanje koje se sastojalo od šest daljinski upravljivih turela s po dva topa od 20 mm plus dva topa istog kalibra u turelama u nosu i repu. Repna je turela dobila radarski ciljnik. Najveći problem cijelog topničkog sustava bila je njegova nepouzdanost.
Prvi je B-36B prvi put poletio 8. srpnja 1948., a već u studenome iste godine počeli su stizati u postrojbe. Jedan je B-36B 5. prosinca 1948. obavio vježbovnu misiju dužine 6480 km, pri čemu je 14 sati održavao brzinu od 485 km/h na visini od 13 350 m. Već 12. prosinca drugi je B-36B uspio istu misiju obaviti s prosječnom brzinom od 510,5 km/h. Zadnji serijski B-36B, od ukupno proizvedenih 73, isporučen je u rujnu 1950., a punu operativnost ostvarili su tek 1952. U međuvremenu su se ponovno javili zahtjevi da se odustane od B-36, kako bi se što više novca moglo preusmjeriti u razvoj i kupnju bombardera s turbomlaznim motorima. Spasila ga je sovjetska blokada Berlina koja je započela 18. lipnja 1948. Kako je B-36B u tom trenutku bio jedini američki bombarder s interkontinentalnim doletom, morao je ostati u operativnoj uporabi. Zapravo je odobren razvoj i narudžba novih inačica B-36. Kako su ga "spasili", Sovjeti su umalo i doveli do kraja programa B-36 kad su 1. svibnja 1949. javnosti pokazali lovac MiG-15 koji je mogao dostići i oboriti Peacemakera. Jedno je rješenje bilo razvoj inačice B-36C, a druga konverzija B-36B na standard inačice B-36D, što je značilo dodavanje četiri turbomlazna motora General Electric J47-GE-19. Od 73 proizvedena B-36B kroz konverziju ih je prošlo 64.

### B-36C
Najveća razlika između B-36B i B-36C bila je uporaba novih motora R-4360-51 VDT s turbopunjačima promjenjive geometrije. Novi je motor davao snagu od čak 4300 ks što je trebalo biti dovoljno za najveću brzinu od 656 km/h i operativni vrhunac leta od 15 000 metara. Najveći problem bio je što su novi motori zahtijevali klasičnu ugradnju u napadni rub krila, što je zahtijevalo veliki redizajn cijelog aviona. Unatoč tome, projekt je službeno odobren u srpnju 1947. Odmah su se javila mišljenja kako ni tako unaprijeđeni Peacemaker neće biti dovoljno dobar da izbjegne sovjetske lovce-presretaće. Zbog toga je 22. kolovoza 1947. obustavljen rad na prvom prototipu B-36C, iako je Convair i dalje nudio mogućnost konverzije svih B-36A i B-36B u standard inačice B-36C. Premda je 5. prosinca 1947. američko ratno zrakoplovstvo načelno pristalo na tu mogućnost, sve je obustavljeno početkom 1948., kad je razvoj motora R-4360-51 VDT zapao u krizu i kad je definitivno postalo jasno da se uskoro neće moći postići najavljena snaga od 4300 ks.

### B-36D/RB-36D
Najveći problem prijašnjih inačica B-36 bila je premala brzina i preduga staza polijetanja. Zbog toga je 5. listopada 1948. Convair predložio ugradnju četiri turbomlazna motora General Electric J47-GE-19 potiska 23 kN. Proračuni su pokazali da bi J47 povećali maksimalnu brzinu na više od 700 km/h i operativni vrhunac leta na više od 15 000 metara. Osim toga dužina polijetanja bi se smanjila za gotovo 667 metara. Dozvola za konverziju jednog B36B u standard B-36D dana je 4. siječnja 1949. Umjesto motora J47 ugrađena su četiri motora Allison J35. Tako opremljen B-36B (44-92057) prvi je put poletio 26. ožujka 1949. Iako su J35 davali manji potisak od J47, letna su ispitivanja pokazala veliki napredak, pa je američko zrakoplovstvo odlučilo sve svoje B-36B prebaciti na standard B-36D. Prvi pravi B-36D prvi je put poletio 11. srpnja 1949., a zrakoplovstvu je isporučen u kolovozu iduće godine. Convair je napravio 26 novih B-36D, dok je još 64 B-36B naknadno modernizirano na standard te inačice. Posade su ubrzo otkrile da nakon dostizanja operativne visine leta mogu isključiti tri ili čak četiri motora R-4360-41 i sigurno nastaviti letenje. Osim toga, motori J47 rabili su se samo tijekom polijetanja i napada na cilj. Zadnji B-36D isporučen je u kolovozu 1951., a u operativnoj su uporabi ostali sve do 1957.
Na osnovi B-36D razvijena je izvidnička inačica RB-36D. Ugrađena je oprema s čak 14 kamera, dodatna oprema za elektroničko ometanje i dodatni spremnici za gorivo kako bi avion mogao ostati u zraku 50 sati. Posada je povećana na 22 člana. Prvi RB-36D prvi je put poletio 18. prosinca 1949., ali bez J47 motora. Unatoč tome isporuka serijskih primjeraka započela je već 3. lipnja 1950., a u operativnu uporabu ušli su točno godinu dana kasnije. Ukupno je napravljeno 17 novih RB-36D, dok je još sedam dobiveno konverzijom B-36B. Tijekom 1954. dijelu aviona je uklonjeno topničko naoružanje kako bi im se smanjila masa i dobilo se na brzini i visini leta. Tako modificirani avioni dobili su oznaku RB-36D-111.

### B-36F i RB-36F
B-36F dobio je motore R-4360-53 snage 3800 ks, te poboljšani ciljnički radar i drugu elektroničku opremu. Prvi je poletio 18. studenog 1950. Napravljeno je 34 bombardera ove inačice, a zadnji je dovršen u listopadu 1952. Na toj je osnovi razvijen i RB-36F, pa ih je 24 isporučeno američkom ratnom zrakoplovstvu. Kako je prvi prototip B-52 poletio 15. travnja iste godine, američko je ratno zrakoplovstvo odustalo od daljnje kupnje Peacemakera.

### B-36G/YB-60
Kako tvrtka Convair nije samo tako htjela prepustiti svoj položaj dominantnog američkog proizvođača strateških bombardera Boeingu, odlučila je na osnovama B-36F razviti inačicu B-36G bombardera sa strelastim krilima i isključivo turbomlaznim pogonom. Američko ratno zrakoplovstvo je naručilo dva prototipa kojima je oznaka naknadno zamijenjena s YB-60. Dovršen je samo jedan prototip koji se u letnim ispitivanjima pokazao lošijim od B-52. Drugi prototip nije nikada dovršen jer je razvoj B-60 obustavljen već 14. kolovoza 1952.

## Povijest korištenja
Od samog početka pa do kraja operativne uporabe B-36 Peacemaker nikad nije bio obljubljen među letačkim posadama, dok ga je zemaljsko osoblje doslovce mrzilo. Jedan od razloga je bio u tome što su svi Peacemakeri, zbog nedovoljnog doleta, morali biti smješteni u baze na sjeveru Sjedinjenih Američkih Država, često na Aljaski ili Arktiku. Kako za tako velik avion nije bilo odgovarajućih hangara održavanje se moralo odvijati na otvorenom, često na temperaturama ispod -20 stupnjeva Celzijusa. A na Peacemakeru je uvijek bilo posla, samo oko redovnog održavanja prvo šest, a kasnije čak deset motora. Uz to Convair je isporučivao avione slabe kvalitete koji su često imali i probleme kao što je curenje goriva i ulja, te neispravnost hidrauličkih sustava. Svemu treba pridodati i kroničnu nepouzdanost topničkih tureta koja nikad nije otklonjena. Često je dolazilo i do kvarova motora R-4360, posebno na inačicama B-36A i B-36B.
Kako je imao dolet od 16 000 kilometara, Peacemaker je mogao ostati u zraku i duže od 50 sati (zabilježen je let u trajanju od čak 56 sati). Kad bi jednom dosegnuli visine veću od 10 000 metara posada je mogla ostaviti upaljena samo četiri motora i time povećati dolet. I kad bi radilo svih šest motora brzina krstarenja bi bila oko 380 km/h, ili na razini bombardera iz 2. svjetskog rata. Na inačicama B-36D i B-36F posade su mogle uključiti turbomlazne motore, čime bi se brzina povećala na više od 650 km/h, ali bi se istodobno bitno smanjio dolet.

Ni jedan Peacemaker nikad nije uporabljen u borbi, iako su početkom pedesetih godina prošlog stoljeća izvidničke inačice intenzivno rabljene za izviđanje Sovjetskog Saveza.

## Tehničke karakteristike (B-36J-III)
Osnovne karakteristike
- dužina: 49,4 m
- raspon krila: 70,10 m
- površina krila: 443,3 m2
- visina: 14,25 m
- aeroprofil: NACA 63(420)-422 korjen krila, NACA 63(420)-517 vrh krila

Letne karakteristike
- najveća brzina: 685 km/h
- ekonomska brzina: 380 km/h (s ugašenim mlaznim motorima)
- dolet: 16.000 km
  - borbeni dolet: 10.945 km
- brzina penjanja: 9,75 m/s
- najveća visina leta: 15.000 m
- specifično opterećenje krila: 272.3 kg/m2
- motor: 
4× General Electric J47 turbomlazna motora
6× Pratt & Whitney R-4360-53 "Wasp Major" radialna motora

## Poveznice
|  | Zajednički poslužitelj ima stranicu o temi Convair B-36    |
|  | Zajednički poslužitelj ima još gradiva o temi Convair B-36 |